# Нефтена платформа
Нефтената платформа е съоръжение, предназначено за добив на нефт или природен газ в морето. Тя дава възможност за изграждането на сондажни кладенци за осъществяване на добива, за временно съхранение на произведения продукт, а обикновено и за престой на работещите на платформата. Нефтените платформи могат да бъдат прикрепени към морското дъно, плаващи или разположени на изкуствен остров. В някои случаи платформите са свързани чрез тръбопроводи с отдалечени подводни кладенци.
Основните Видове Нефтени платформи са: Jack UP платформи, Полу-потопяеми платформи (Semi Submersible), FPSO, Стационарн конструкции, Steel Jacketed платформи, Бетонни Ротационни платформаи (Concrete Gravity Platform), Плаващи хотели и други места за настаняване на екипажа, Подводни кладенци.